# BYD Yuan
La BYD Yuan, chiamata anche BYD S1, è un'autovettura prodotta dalla casa automobilistica cinese BYD Auto dal 2015.

## Descrizione

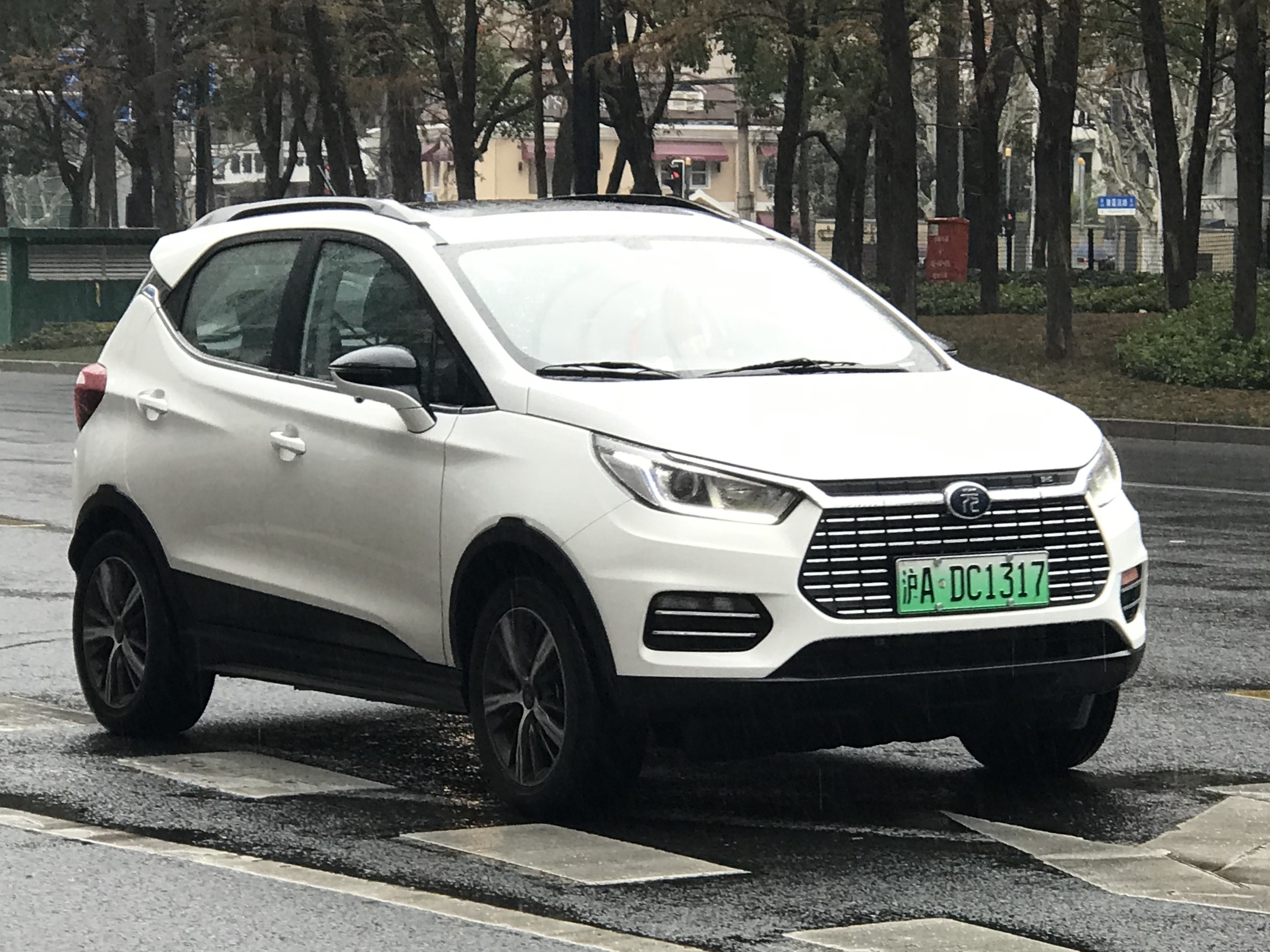
Yuan Restyling

La versione a benzina è stata messa in vendita nel 2015 con il nome di BYD S1 per poi essere ribattezzata nel 2016 BYD Yuan. Inizialmente, il nome Yuan identificava la sola variante ibrida o elettrica. Oltre al mercato cinese, è stata venduta anche nelle Filippine. In alcuni mercati il nome S1 è stato mantenuto e riutilizzato anche per la versione elettrica.